# Новий Зиздруй
Новий Зиздруй (пол. Nowy Zyzdrój, нім. Neu Sysdroy, 1938-45: Neusixdroi) — село в Польщі, у гміні Пецки Мронґовського повіту Вармінсько-Мазурського воєводства.
Населення — 10 осіб (2011).

## Демографія
Демографічна структура станом на 31 березня 2011 року:
|          | Загалом | Допрацездатний вік | Працездатний вік | Постпрацездатний вік |
| -------- | ------- | ------------------ | ---------------- | -------------------- |
| Чоловіки | 5       | 1                  | 4                | 0                    |
| Жінки    | 5       | 0                  | 5                | 0                    |
| Разом    | 10      | 1                  | 9                | 0                    |